# Пушкова, Нина Васильевна
Ни́на Васи́льевна Пушко́ва (род. 6 апреля 1953) — актриса, сценарист и продюсер документальных фильмов о культуре и архитектуре, писатель, член Союза писателей России, член Союза журналистов России.

## Биография
Родилась 6 апреля 1953 года в Москве. В 1972 году поступила в Театральный институт имени Б. Щукина. Училась на курсе Юрия Катина-Ярцева (вместе с Е. Симоновой, Л. Ярмольником и др.) В студенческие годы начала сниматься в кино: сыграла в эпизоде в картине «Служебный роман» (1977), в фильме «Встреча на далёком меридиане» (1977), исполнила главную женскую роль в фильме чилийского режиссёра Себастьяна Аларкона «Ночь над Чили» (1977).В 1978 г. исполнила роль Аманды в фильме Марка Захарова «Обыкновенное чудо» (1978). Позже снялась в фильме Анатолия Ромашина «Без надежды надеюсь» (1989), в фильме Владимира Хотиненко «Демон Революции» (2017), а также в эпизоде в фильме Карена Шахназарова «Анна Каренина» (2017).
В 1983-1988 гг. находилась с мужем в загранкомандировке в г. Прага (Чехословакия), работала в международном журнале «Проблемы мира и социализма». Училась на факультете психологии в Карловом университете.
Была сценаристом, режиссёром и продюсером нескольких документальных фильмов: «Вечная загадка Страдивари» (1995) и «Маленькая Голландия Большого Петра» (1996), а также документальной трилогии «Три лика великого города», снятой к 850-летию Москвы по заказу Правительства Москвы (1997).
Как писатель дебютировала в 2013 году, издав автобиографическую книгу «Роман с Постскриптумом» (Москва, Алгоритм). В 2015 году книга получила Диплом Бунинской премии «За искреннее слово в литературе». В 2018 году выпустила свой первый художественный детективный роман «Богиня победы» (Москва, РИПОЛ), а в 2021 году был опубликован роман-продолжение «Эликсир бессмертия» (Москва, ЭКСМО). В 2023 году вышла книга «На рубеже» (Москва, Аргументы недели). Участница книжного фестиваля «Красная площадь», встреч с читателями в Московском Доме книги.

## Семья
Муж - Алексей Пушков (с 1976 года), сенатор Российской Федерации, председатель Комиссии Совета Федерации по информационной политике и взаимодействию со средствами массовой информации, автор и ведущий аналитической программы "Постскриптум" на телеканале "ТВ Центр".
Дочь - Дария Пушкова (род. 1977) - глава Русского дома в Риме (Италия).